# Aavoja
El Aavoja es un río del norte de Estonia en el condado de Harju, que discurre enteramente por el término municipal de Anija. Su nacimiento se encuentra en la aldea de Pallipalu y tras 23 kilómetros en dirección oeste desemboca en el río Jägala, a la altura de Kehra, (el centro administrativo del municipio).
En su recorrido solo un afluente de importancia se incorpora a su cauce, el del río Aruoja por su margen derecha. 
A lo largo de su cauce existen dos presas por las que se han formado dos embalses, el Aavoja y el pequeño Aavoja. Dos canales unen el río a los ríos Jägala y Soodla.